# Bikile Ambesu
Bikile Ambesu (26 settembre 2004) è una mezzofondista etiope.

## Palmarès
| Anno | Manifestazione     | Sede  | Evento       | Risultato | Prestazione | Note                          |
| ---- | ------------------ | ----- | ------------ | --------- | ----------- | ----------------------------- |
| 2024 | Giochi Panafricani | Accra | 1500 m piani | 4ª        | 4'07"67     | Miglior prestazione personale |